# Shellenius ballii
Shellenius ballii är en insektsart som först beskrevs av Waldo Lee McAtee 1923.  Shellenius ballii ingår i släktet Shellenius och familjen Derbidae. Inga underarter finns listade i Catalogue of Life.